# Dicranoweisia flexipes
Dicranoweisia flexipes är en bladmossart som beskrevs av Theodor Carl Karl Julius Herzog 1916. Dicranoweisia flexipes ingår i släktet snurrmossor, och familjen Dicranaceae. Inga underarter finns listade i Catalogue of Life.